# Dávid Katzirz
Dávid Katzirz (ur. 25 czerwca 1980 w Tatabányi) – węgierski piłkarz ręczny, występujący na pozycji lewego obrońcy. Jego atrybuty fizyczne to 195 cm i 100 kg. W karierze występował m.in. w takich klubach jak włoski Pallamano Secchia i ten, w którym gra obecnie czyli niemiecki SV Wilhelmshaven. Jest rezerwowym lewym obrońcą reprezentacji Węgier, rywalizację o miejsce w składzie przegrywa z Ferencem Ilyésem i Carlo Perezem. Wraz z kadrą narodową uczestniczył w rozgrywanych w Niemczech MŚ 2007.